# Woodhorn Demesne
Woodhorn Demesne var en civil parish 1866–1974 när det uppgick i Newbiggin by the Sea unparished area, nu i Newbiggin by the Sea civil parish, i grevskapet Northumberland i England. Civil parish var belägen 12 km från Morpeth och hade 3 541 invånare år 1951.